# Сатира

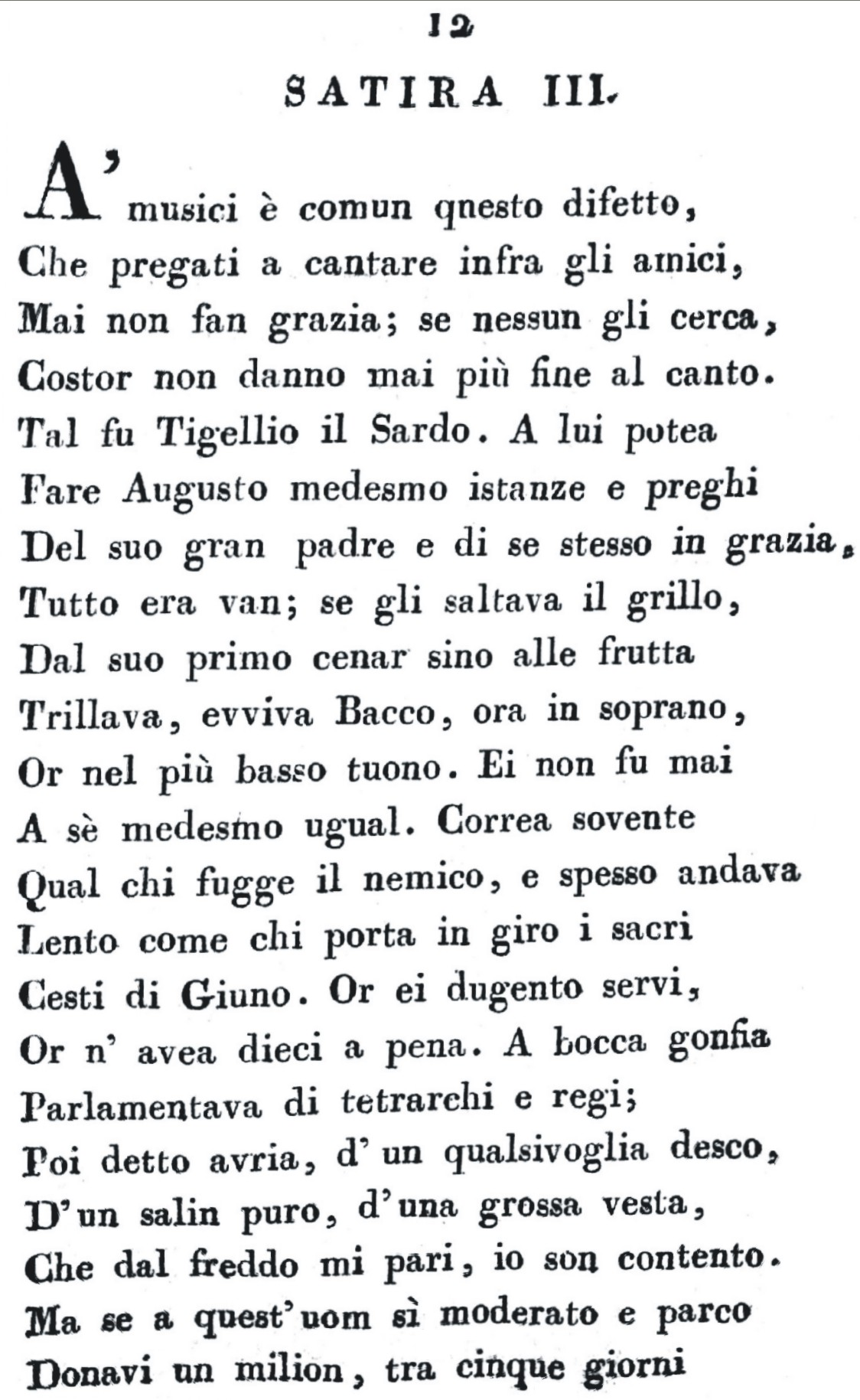
«Le сатири E l'epistole ді Q. Ораціо Флекко», надрукований в 1814 році.

Сатира (від фр. satire від лат. satira, досл. «переповнене блюдо») — гостра критика окремих осіб, людських груп чи суспільства з висміюванням, а то й гнівним засудженням вад і негативних явищ у різних ділянках індивідуального, суспільного й політичного життя, суперечних із загальнообов'язковими принципами чи встановленими ідеалами. Походження своє веде від давньоримської сатури. Художні засоби сатири — гротеск, пародія, іронія в різних літературних жанрах — поезії, прозі, драматичній творчості. В образотворчому мистецтві сатирі притаманні гумористично-сатиричний малюнок, карикатура.

## Сатира в Україні
В Україні сатира відома з найдавніших часів у народній творчості, у літературі розвинулася з 16-17 століття, зокрема в творчості І. Вишенського й інших творах полемічної літератури. Сатиричне забарвлення мали деякі твори вертепного і шкільно-театрального репертуару, зокрема популярні в 17-18 століття інтермедії. Зразками суспільно-політичної сатири 18 століття були сатирична коляда «1764 года декабря 23 дня к. P.» невідомого автора, «пасквільні стихи» ченця Києво-Печерської Лаври Ієремії, «Плач київських монахів» (1786), «Прибавок к плачу киевских монахов» (1792), приписуваний І. Некрашевичеві діалог «Замисл на попа» та інші. Його діалоги й гумористичні листи, акростих закарпатського священика І. Пасхалія «Пастырю душевный…», «Доказательства Хама Данилея Кукси» (друга половина 18 століття) проти дворян-багатіїв, «Сатира на слобожан» (приблизно 1765-85), вірші на п'яниць і пияцтво тощо. Сатиричними за спрямуванням були деякі вірші й байки Григорія Сковороди й особливо «Енеїда» (1798) Івана Котляревського з висміюванням тогочасних суспільних вад.
Гостро сатиричний характер мала поема Тараса Шевченка «Сон» («У всякого своя доля»…), як також окремі частини його поем «Єретик», «Кавказ», «І мертвим, і живим ..», «Неофіти», його наслідування пророкам та окремі вірші: «П. С.», «Юродивий», «Я не нездужаю нівроку ..», «Во Іудеї во дні они…», «Молитва», «Гімн чернечий», «Саул». Сатиричними подекуди за своїм змістом були байки і приказки попередників і послідовників Шевченка: Л. Гулака-Артемовського, Є. Гребінки, Л. Боровиковського й особливо «Співомовки» С. Руданського.
Із літературної творчості другої половини 19 століття до сатири можна зарахувати оповідання «Баба Параска та Баба Палажка» Івана Нечуя-Левицького, «Лови» Панаса Мирного, «Сміх» і «Коні не винні» Михайла Коцюбинського, деякі оповідання Степана Васильченка, Леся Мартовича, драму «Мартин Боруля» Івана Тобілевича, деякі комедії Марка Кропивницького, Михайла Старицького й інші.
Видатним сатириком був Іван Франко (оповідання «Свинська конституція», поема «Лис Микита», вірші «Сідоглавому», «Хлібороб», «О. Люнатикові», «Страшний суд» та багато іншого). Провідними сатириками початку 20 століття були: Володимир Самійленко (вірші) «На печі», «Новий лад», «Патріота Іван» й інші), Олександр Олесь (збірка «Перезва», 1921), О. Маковей (збірка «Прижмуреним оком», 1923). По революції 1917 традиції народницької 19 століття продовжували репресовані у 1930-их pp. за свою творчість: Юрій Вухналь, Ю. Ґедзь, Василь Чечвянський. Особливе місце в розвитку українській сатирі посідає Остап Вишня («Усмішки», I—IV, 1928). Гостро сатирична була публіцистична творчість Миколи Хвильового, спрямована проти просвітянства, культурного назадництва й неуцтва (памфлети у збірці «Камо грядеши» і «Думки проти течії») й полемічні статті Миколи Зерова.
Політично тенденційна в дусі партійних настанов була сатира гумористів і байкарів в УРСР: Дмитра Білоуса, Сергія Воскрекасенка, Д. Ключини, Олександра Ковіньки, Є. Кравченка, А. Косматенка, В. Лагоди, Федора Маківчука, Степана Олійника, П. Сліпчука та інших. Тенденційно-пасквільні були сатиричні твори О. Гаврилюка, Ярослава Галана, Ю. Мельничука, С. Тудора. До сатиричних належать деякі вірші Павла Тичини із збірки «Партія веде» (1934). Прикладом сатири в кіномистецтві є картина «Шкурник» (1928) Миколи Шпиковського.